# Eggerina
Eggerina es un género de foraminífero bentónico de la subfamilia Eggerellinae, de la familia Eggerellidae, de la superfamilia Eggerelloidea, del suborden Textulariina y del orden Textulariida. Su especie tipo es Eggerina cylindrica. Su rango cronoestratigráfico abarca el Thanetiense (Paleoceno superior).

## Discusión
Clasificaciones previas incluían Eggerina en la superfamilia Textularioidea, del suborden Textulariina y del orden Textulariida.

## Clasificación
Eggerina incluye a las siguientes especies:
- Eggerina cylindrica †
- Eggerina subovata †